# Tomáš Josl
Tomáš Josl (* 12. listopadu 1984) je český fotbalový obránce, momentálně hráč českého klubu FK Chropyně. Mimo ČR působil na klubové úrovni na Slovensku, v Polsku, Indii a Rumunsku. Hraje na postu levého obránce.

## Fotbalová kariéra
K fotbalu jej jako dítě přivedl jeho otec, bývalý fotbalista RH Pardubice, Uherského Hradiště a Přerova. Jeho prvním působištěm byl Klub mládežnické kopané Přerov, v jehož barvách začínali také například Filip Novák či Lukáš Bajer. Ve čtrnácti letech si ho do Zlína vytáhl tehdejší trenér Vlastislav Mareček a tady strávil čtyři sezony v dorostu. Po přechodu do juniorky jej však nový trenér Pavel Hoftych považoval za nadbytečného, a proto klub opustil. Pro začátek své kariéry mezi dospělými si vybral FK Bystřice pod Hostýnem, která hrála MSFL a trénoval ji jeho otec. Toto spojení se však neukázalo být dobrým krokem a v lednu 2004 zamířil do SK Hranice, kde se sešel s Pavlem Šultesem a Martinem Blahou (oba později hráli za Sigmu Olomouc). Tady si ho vyhlédl HFK Olomouc a na jaře 2005 mu pomohl k postupu do 2. ligy. V létě upoutal zástupce Kroměříže a protože se HFK, kde v té době hostoval, nedokázal s Hranicemi domluvit na přestupu, zamířil do Hanácké Slávie. Tu tehdy trénoval Roman Pivarník a hostoval zde Lukáš Vaculík (tehdy hráč Mladé Boleslavi). Josl se rychle propracoval do základní sestavy a jeho pozici neohrozil ani zimní odchod Pivarníka do Rapidu Vídeň a jeho nahrazení Ladislavem Minářem.
V létě 2006 zamířil spolu s Davidem Čepem do Tatranu Prešov a týmu měli pomoct v bojích o postup do nejvyšší soutěže. Tento cíl ovšem nesplnili, proto v zimě tým převzal trenér Roman Pivarník, který přivedl Kaplana, Kobylíka a další hráče. V další sezoně se již týmu podařilo postoupit. Josl nakonec v týmu strávil 5 sezon, z toho 3 v Corgoň lize. V létě 2010 byl domluvený na přestupu do Českých Budějovic, ze kterého na poslední chvíli sešlo.
V létě 2011 jej pak testoval rumunský tým Târgu Mures, ale Tatran Prešov se s jejich vedením nedomluvil na přestupu. Navíc po příchodu Jana Kroba byl přeřazen do "béčka", a tak v září přestoupil do polského Ruchu Chorzów, který trénoval Waldemar Fornalik. Ten dával přednost osvědčeným jménům a Josl se proto dostával do sestavy jen výjimečně. V létě 2012 se tedy rozhodl pro změnu klubu a ačkoliv měl nabídky z Uzbekistánu a Kazachstánu, rozhodl se vyčkávat. Trénoval ve Zlíně, kde jej kontaktovalo vedení Vysočiny Jihlava, kam Josl nakonec přestoupil. Na začátku června 2014 se vedení Vysočiny rozhodlo nevyužít opci na prodloužení smlouvy, neboť hráč projevil zájem odejít do zahraničí. Jako volného hráče si ho vybral celek NorthEast United FC hrající nově vzniklou indickou soutěž Indian Super League. V Indii působil do prosince 2014, kdy indická Superliga skončila (trvala jen 3 měsíce).
Poté se na začátku roku 2015 stěhoval do rumunského týmu FC Rapid București, kde se sešel s krajany Marcelem Gecovem, Pavlem Čmovšem a Milošem Buchtou. Po sestupu Rapidu do druhé rumunské ligy se stal v létě 2015 volným hráčem a posílil český výběr fotbalistů bez angažmá pod hlavičkou ČAFH, který na mezinárodním evropském turnaji FIFPro vyhrál titul. Poté se s Rapidem dohodl na nové smlouvě (i s krajany Ondřejem Kušnírem a Jiřím Jeslínkem).